# زالميا دي لا سيرينا
بلدية سَلَمِيَّة أو (نقحرة: زالميا دي لا سيرينا ) (بالإسبانية: Zalamea de la Serena)‏, هي إحدى بلديات مقاطعة بطليوس, التي تقع في منطقة إكستريمادورا, والتي تقع في غرب إسبانيا. يبلغ عدد سكانها 4.554 نسمة وفقاً لإحصائية سنة (2002). البلدة مشهورة بذكرها في مشاهد عديدة في مسرحية عمدة ثالميا من تأليف الكاتب المسرحي بيدرو كالديرون دي لا باركا.